# K4リーグ
K4リーグ（韓国語: K4리그）は、大韓民国のセミプロサッカーリーグである。韓国サッカーのリーグ構成では4部に相当する。プロサッカーリーグのKリーグ（Kリーグ1とKリーグ2）は韓国プロサッカー連盟によって運営が行われるが、K3リーグとK4リーグは大韓サッカー協会によって運営される。なお、K4リーグの下位カテゴリーにアマチュアリーグの最上位リーグとなるK5リーグが存在するが、K4リーグとK5リーグの間での昇降格は行われていない。ただし、2026年シーズンから昇降格が導入される予定である。

## 概要
2019年シーズン終了後に韓国サッカーリーグのリブランディングが行われ、従来のK3リーグベーシック（アマチュアリーグ）が廃止され、それに代わるものとしてセミプロリーグのK4リーグが創設された。2017年から2019年までのK3リーグアドバンスとK3リーグベーシックと同様に、K3リーグとK4リーグの間で昇降格が行われる。

## 大会形式
2023年シーズンまでは2回総当たり（ホームアンドアウェー）で対戦してリーグ戦を争う。上位2チームがK3リーグに自動昇格し、3位と4位のチームが昇格プレーオフを戦い、その勝者がK3リーグ14位のチームとの入れ替え戦に臨む。参加チームが少なくなった2024年シーズンは昇格プレーオフは行わず、リーグ3位のチームが入れ替え戦に進出した。

### 2020年
旧K3リーグアドバンスの5チーム、旧K3リーグベーシックの6チームに加えて新設の2チームがK4リーグに参入し、全13チームで最初のシーズンが開催された。なお、シーズン終了後に利川市民FCが財政難のため解散した。

### 2021年
2021年シーズンから若手選手育成を目的にそれまでRリーグしか参加することができなかったKリーグクラブのリザーブチームのK4リーグ新規参戦が認められた（K3リーグへの昇格も可能）。これに伴い江原FC Bが本シーズンから参入し、他に3チームが新規参入。1チームが解散したため、全16チームでリーグ戦が行われた。K3リーグの金浦FCが翌年からのKリーグ2参入を認められたため、K4リーグ3位と4位のチームで昇格プレーオフを行い、その勝者がK3リーグに昇格した。

### 2022年
新たにKリーグクラブのリザーブが3チーム参戦（全北現代モータースB、大邱FC B、大田ハナシチズンB）。3チームがK3リーグに昇格し、1チームがK3リーグから降格したため、2022年シーズンは全17チームでリーグ戦が行われた。
このシーズンは起用不可能な選手をプレーさせた不正行為が発生し、楊平FC、FC南洞、忠州市民FCがそれぞれ3試合、7試合、12試合、没収試合扱いとなった。
また、FC南洞は7試合を残してシーズン途中で解散してしまった。
このシーズンはK3リーグの天安シティFCと忠北清州FCがKリーグ2に参入したため入れ替え戦はなくなったほか、リーグ優勝した高陽KH FCがシーズン終了後に解散したため、2位の楊平FCと昇格プレーオフを制した春川市民FCの2チームがK3リーグに昇格した。

### 2023年
新たに釜山アイパークのリザーブチームである釜山アイパークフューチャーズ、世宗ヴァネス、高陽ハピネスFCが新規参入。また、忠州市民FCは改組されてFC忠州となった。当初は全17チームでリーグ戦を行ったが、シーズンの3分の2を消化する前に高陽ハピネスFCが財政難のため撤退してしまったため、同クラブに関連する成績は全て公式記録から削除された。大邱FC Bがリーグを2位で終え、Kリーグクラブのリザーブチームでは初めてK3リーグ昇格を果たした。

### 2024年
世宗ヴァネスがFC世宗に改名。南楊州市の南楊州FCの新規参入が認められた一方、K3リーグから唯一降格してきた楊州市民FCが同シーズンの参戦を見送り、さらにKリーグクラブのリザーブ2チーム（江原FC Bと釜山アイパークフューチャーズ）が解散したため、全13チームでリーグ戦が行われた。
上位2チームが自動昇格し、3位のチームがK3リーグ14位と入れ替え戦を行う予定であったが、K4リーグを2位で終えた大田ハナシチズンBがシーズン終了後の解散を決めたため、K3リーグからの自動降格は最下位のチームのみとなり、入れ替え戦はK3リーグ15位のチームとの対戦になった。この結果、K4リーグ優勝の全北現代モータースBがK3リーグへ昇格し、大邱FC Bが1年でK4リーグに降格となった。
シーズン終了後、大田ハナシチズンBの他に全州市民FCとFC世宗が解散。また、FC忠州は忠清北道忠州市との縁故地（ホームタウン）協約が満了するため、12月20日に京畿道漣川郡と縁故地協約を結んで同地に移転し、漣川FCとなった。

### 2025年
シーズン開幕前の1月14日にソウル蘆原ユナイテッドFCが解散を発表し、2024年シーズンの2位から4位の3チームが全て解散してしまう事態となった。楊州市民FCが前年に引き続き不参加となる一方で、FC世宗に代わる世宗特別自治市のクラブとなる世宗SA FC、釜山広域市機張郡を縁故地とする機張ユナイテッドFC（機張郡民FC）が新規参入。2025年シーズンのリーグは2月22日に開幕し、11チームで争われる。K4リーグ優勝チームはK3リーグに自動昇格し、K3リーグの最下位が自動降格する。またK4リーグの2位チームはK3リーグ14位のチームとの入れ替え戦に臨むことになる。

## 出場選手登録枠
2024年シーズンまではベンチ入り可能な人数が18人までとなっていたが、2025年シーズンから20人までに拡大される。
U-23選手規定が存在し、ベンチ入りメンバーには韓国籍の23歳以下の選手が3人以上含まれなければならず、そのうち1人以上は先発出場させなければならない。
外国人枠については2024年シーズンまでは国籍問わず外国人を最大3人、加えてAFC加盟国の選手を1人登録可能という規定であった。2025年シーズンからアジア枠は廃止され、国籍問わず外国人を最大4人まで登録および出場が可能となっている。
また、K4リーグでは社会服務要員のプレーが認められており、最大10人まで参加可能となっている。ただし、社会服務選手は服務が終了するまで移籍することはできない。

## 参加クラブ
- 2025シーズン。斜体はK3リーグに所属経験のあるクラブ。

| クラブ名           | ホームタウン         | スタジアム                        | 創立年 |
| ------------------ | -------------------- | --------------------------------- | ------ |
| 大邱FC B           | 大邱広域市           | 大邱スタジアム                    | 2017年 |
| 唐津市民FC         | 忠清南道唐津市       | 唐津総合運動場                    | 2019年 |
| 巨済市民FC         | 慶尚南道巨済市       | 巨済総合運動場 巨済スポーツパーク | 2020年 |
| 機張ユナイテッドFC | 釜山広域市機張郡     | 機張ワールドカップヴィレッジ      | 2025年 |
| 晋州市民FC         | 慶尚南道晋州市       | 晋州総合運動場                    | 2019年 |
| 南楊州FC           | 京畿道南楊州市       | 南楊州総合運動場                  | 2023年 |
| 平昌ユナイテッドFC | 江原特別自治道平昌郡 | 珍富体育公園サッカー場            | 2021年 |
| 平沢シチズンFC     | 京畿道平沢市         | 素沙坪総合運動場                  | 2017年 |
| 世宗SA FC          | 世宗特別自治市       | 世宗市民運動場                    | 2024年 |
| ソウル中浪FC       | ソウル特別市         | 中浪運動場                        | 2012年 |
| 漣川FC             | 京畿道漣川郡         | 漣川公設運動場                    | 2017年 |

### 脱退したクラブ
| クラブ名                     | ホームタウン         | スタジアム                                        | 創立年 | 脱退年 |
| ---------------------------- | -------------------- | ------------------------------------------------- | ------ | ------ |
| 利川市民FC                   | 京畿道利川市         | 利川綜合運動場                                    | 2009   | 2020   |
| 高陽市民FC                   | 京畿道高陽市         | ピョルムリ競技場                                  | 2008   | 2022   |
| FC南洞                       | 仁川広域市           | 南洞工団近隣公園サッカー場                        | 2019   | 2022   |
| 高陽KH FC                    | 京畿道高陽市         | 高陽総合運動場補助競技場                          | 2021   | 2022   |
| 高陽ハピネスFC               | 京畿道高陽市         | 高陽総合運動場補助競技場                          | 2023   | 2023   |
| 江原FC B                     | 江原特別自治道       | 江南サッカー公園                                  | 2021   | 2023   |
| 釜山アイパークフューチャーズ | 釜山広域市           | 釜山総合運動場補助競技場                          | 2022   | 2023   |
| 大田ハナシチズンB            | 大田広域市           | 大田ワールドカップ競技場補助競技場 報恩公設運動場 | 2022   | 2024   |
| 全州市民FC                   | 全北特別自治道全州市 | 全州綜合競技場                                    | 2007   | 2024   |
| FC世宗                       | 世宗特別自治市       | 世宗中央公園サッカー場 世宗市民運動場             | 2023   | 2024   |
| ソウル蘆原ユナイテッドFC     | ソウル特別市         | 蘆原マドルスタジアム                              | 2007   | 2024   |

## 結果
| 年度 | 優勝                | 2位               | 3位                      | 4位                |
| ---- | ------------------- | ----------------- | ------------------------ | ------------------ |
| 2020 | 坡州市民FC          | 蔚山市民FC        | 晋州市民FC               | 抱川市民FC         |
| 2021 | 抱川市民FC          | 始興シティFC      | 唐津市民FC               | 忠州市民FC         |
| 2022 | 高陽KH FC           | 楊平FC            | 春川FC                   | 平昌ユナイテッドFC |
| 2023 | 驪州FC              | 大邱FC B          | 巨済市民FC               | 晋州市民FC         |
| 2024 | 全北現代モータースB | 大田ハナシチズンB | ソウル蘆原ユナイテッドFC | 全州市民FC         |

- 太字はK3リーグに昇格したチーム。